# Хидроенергетика
Хидроенергетиката е сектор в енергетиката, в който се използва и преобразува енергията на движеща се вода. Всяко водно течение се характеризира с кинетична енергия на водната маса. Потенциалът за производство на енергия на речните и морските течения е толкова по-голям, колкото е по-голямо количеството на водата. Хидроенергия може да се произвежда от воден поток при завъртането на водно колело, водна турбина или приспособление, което да е в състояние да трансформира движението на водната маса във въртеливо движение за задвижване на генератор за произвеждане на електрически ток. Водата е възобновим природен ресурс, поради периодичността на водния цикъл.

## Кратка история
Най-старият и същевременно най-прост механичен двигател, при който се използва енергията на течащата вода, е водното колело. Използването на водната енергия датира още от Древна Гърция и Рим, където големи дървени водни колела са били използвани за повдигане на вода при напояване и за въртене на камъни на примитивни мелници. В началото на XIX в. (1827) е въведена водната турбина /ВТ/, при която водата преминава през поредица от фиксирани и въртящи се лопатки. Този модел впоследствие е усъвършенстван от Джеймс Томсън (1851) и Джеймс Франсис (1855). ВТ, първоначално били използвани за напояване, но днес основната им функция е производство на електроенергия.
Първата водноелектрическа централа (ВЕЦ) в България е построена на р. Искър при с. Панчарево и е пусната в експлоатация на 01.11.1900 г. Първоначално в нея са били инсталирани 4 турбини с обща мощност 1376 kW. Енергията се пренасяла до гр. София с електропровод дълъг 16 km, с напрежение 7 kV. От този момент датира и първият електрифициран град в България.

## Хидроенергетиката и водноелектрическите централи
Според предназначението им съоръженията на хидроенергийните обекти са постоянни и временни. Постоянните съоръжения са основни и второстепенни. Основните съоръжения са такива, с които се събира, съхранява, транспортира и използва енергийно-водния ресурс::язовирни стени, преливни, изпускателни и водовземни съоръжения; водохващания, водовземни съоръжения и утаители към тях; деривационни канали и хидротехнически тунели; напорни басейни и дневни изравнители; водни кули, напорни тръбопроводи; сгради на ВЕЦ и ПАВЕЦ.
Водноелектрическата централа (ВЕЦ) е вид електрическа централа, използваща енергията на водната маса за произвеждане на електрическа енергия. Турбината превръща кинетичната енергия на водата в механична, а генератора от своя страна превръща механичната енергия в електричество.
Високата степен на разполагаемост и маневреност на хидроенергийните мощности способства за повишаване на енергийната ефективност при експлоатацията на електро-генериращите мощности в електроенергийна система, изразяваща се със задоволяване на енергийните потребности на страната при минимални разходи. Тяхното участие в мощностния баланс на системата се свежда до следния енергиен ефект: покриване на върхови и подвърхови товари; регулирането на честотата; бърз резерв при аварийно отпадане на основна мощност.
В зависимост от схемата на хидроенергийния обект водноелектрическите централи са:
- Подязовирна ВЕЦ – падът на която се създава чрез подприщване на водното ниво в самото речно корито посредством язовирна стена.
- Деривационна ВЕЦ – падът на която се създава чрез деривация (напорен тръбопровод). Водата се взима от едно място в реката, преминава през тръбопровод и достига до турбината разположена в сграда на друго място в реката.
- Преливно-отливна ВЕЦ – при която падът се образува между водните нива в морето (океана) и отрязания от него басейн за централата. Вследствие на приливите и отливите се получават колебания на водните нива в морето (океана) и басейна, които обуславят пада на централата.
- Руслови ВЕЦ, наречени още нисконапорни ВЕЦ – централи, които се изграждат в речното корито, при които се изгражда малък бент, променящ нивото на реката. Турбината използва естественото движение на водата от по-високо към по-ниско ниво и по този начин генерира електроенергия. Този тип ВЕЦ са щадящи за околната среда. Положителен пример за съоръжения от този тип са малките руслови ВЕЦ от проект „Среден Искър“.

Според мощността на водноелектрическите централи, те се делят на:
- Голяма водноелектрическа централа – с капацитет по-голям от 50 MW;
- Малка водноелектрическа централа – с капацитет между 1 до 50 MW;
- Мини водноелектрическа централа – с капацитет от 100 до 1000 kW;
- Микро водноелектрическа централа – с капацитет до 100 kW.

## Хидроенергиен потенциал в България
Общият теоретичен хидроенергиен потенциал в България се оценява на 19 800 GW часа годишно – еквивалент на около 7900 MW инсталирана мощност. Технически възможни за усвояване са 14 800 GW часа годишно – еквивалент на около 5900 MW инсталирана мощност, включително 5385 GW часа годишно – еквивалент на около 919 MW инсталирана мощност от застрояване на р. Дунав. Усвоени са само около 5000 GW часа годишно – еквивалент на около 3100 MW инсталирана мощност, от които около 2700 MW ВЕЦ и ПАВЕЦ, които покриват върховите товари и регулират параметрите на енергийната система.
Наличният капацитет за развитие на българската хидроенергетика възлиза на 9800 GW часа годишно – еквивалент на около 2800 MW (близо 10 милиарда евро преки инвестиции в страната), усвоявайки предимно базовия отток на реките чрез „руслови, централи на течащи води“ генериращи базова енергия, стабилизираща електроенергийната система на страната. Това е и една от причините за повишения инвестиционен интерес към изграждането на хидроенергийни обекти с максимална мощност до 5 MW, условно обособени като малки руслови ВЕЦ. Предимство е и факта, че малки ВЕЦ на течащи води не използват предварително резервирани водни обеми, като така се избягва изграждането на язовирна стена и оформянето на язовирно езеро. А когато в тези проекти бъдат използвани Каплан-Булб и подвижни Каплан-Булб турбини, тяхната икономическо-техническа целесъобразност става изключително висока, без да се нарушава екологичното равновесие в речните екосистеми.